# National HRO

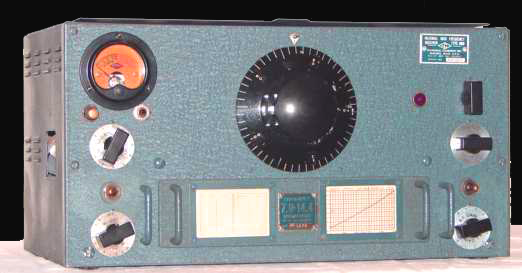
Kurzwellenfunkempfänger National HRO (ca. 1938)

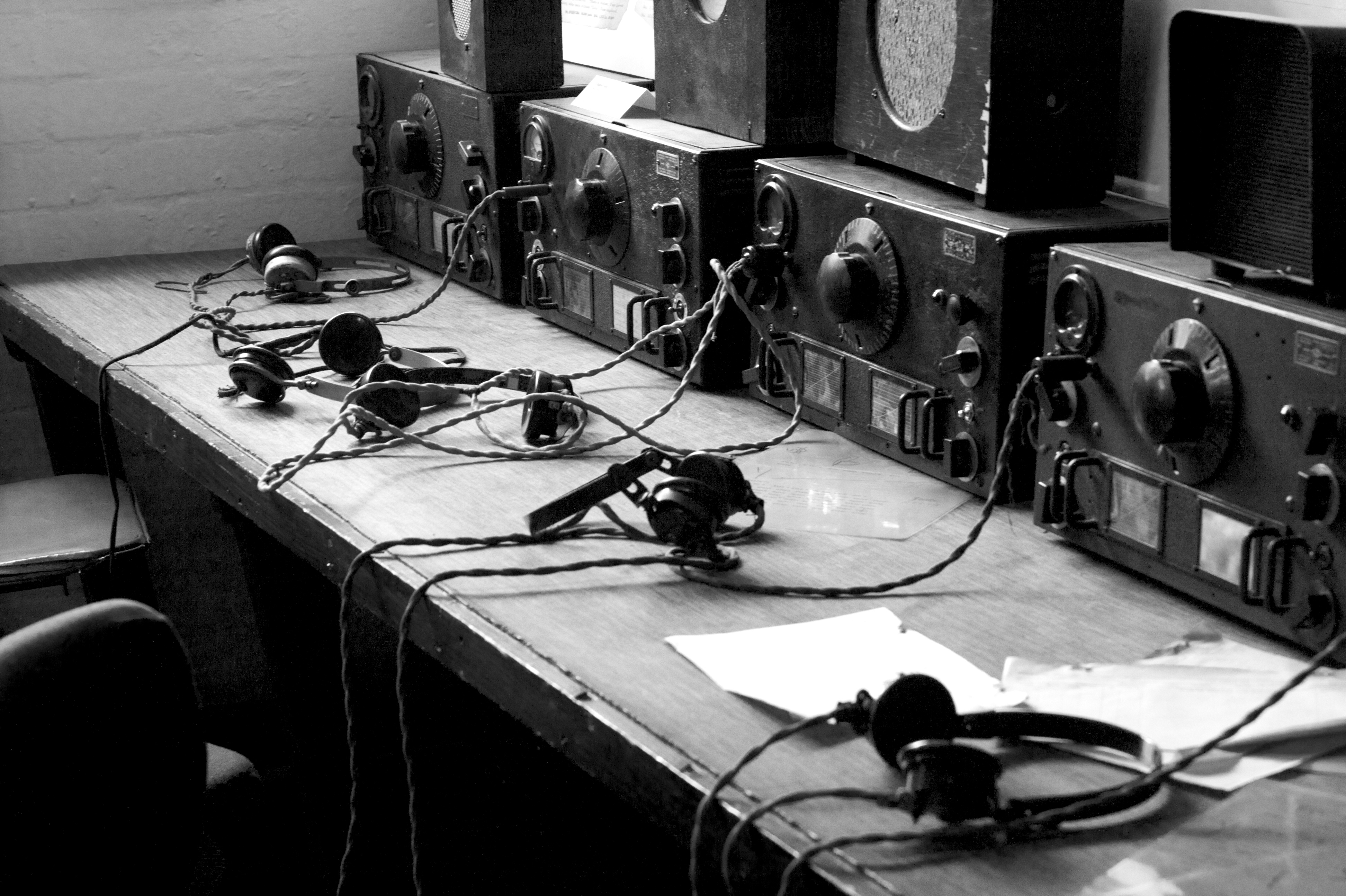
Mehrere HRO in der Funkabhörstation von Bletchley Park

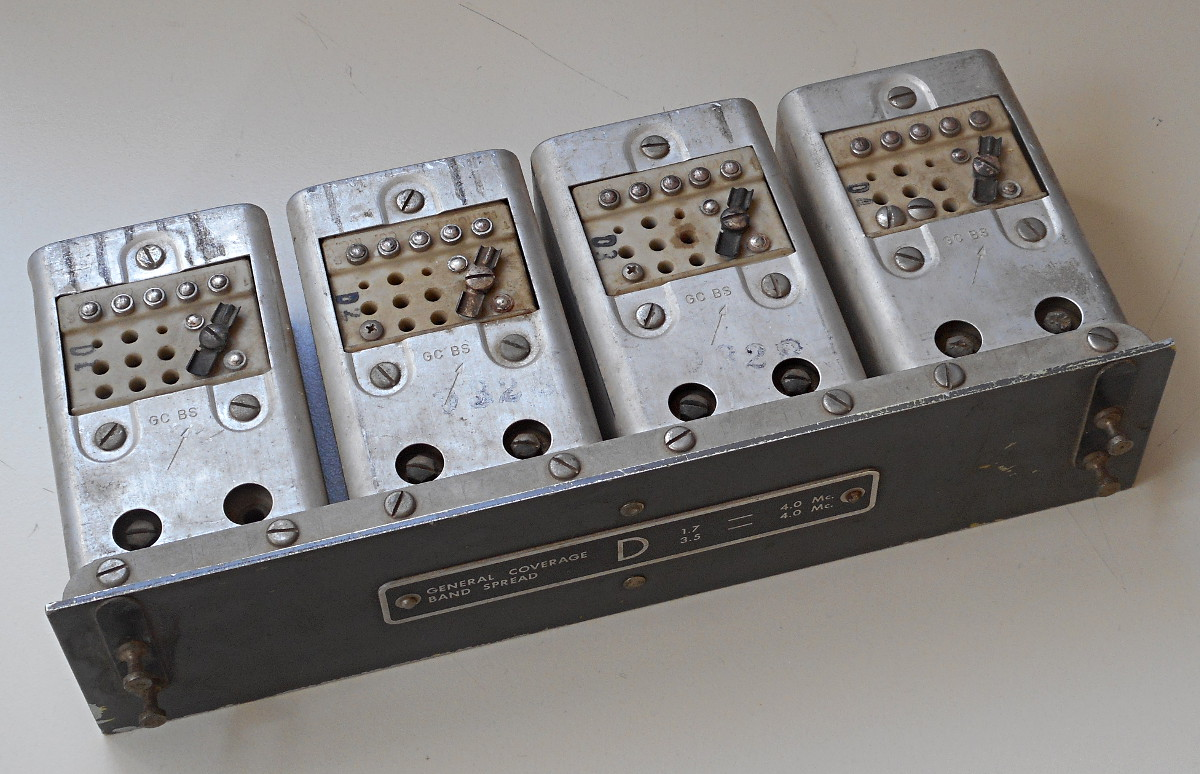
Einer der austauschbaren Spulensätze (hier Satz D für 1,7 MHz bis 4 MHz)

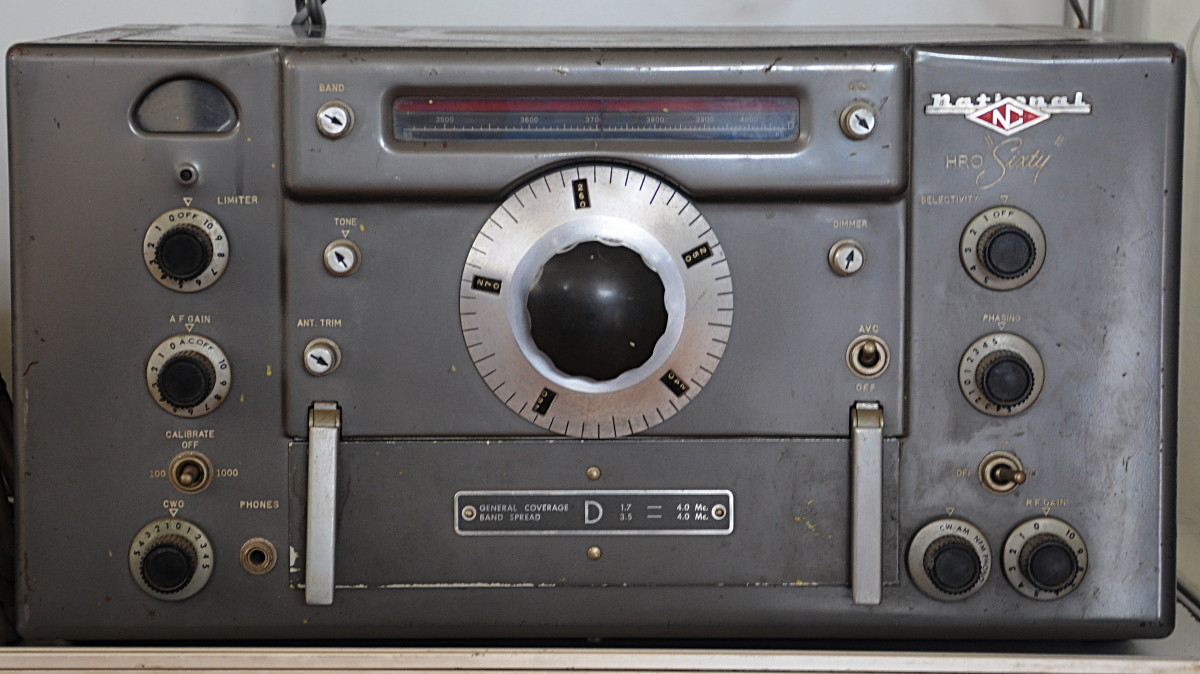
Das Nachkriegsmodell HRO-60, genannt „Sixty“

Der National HRO ist ein historischer Kurzwellenempfänger, der Anfang der 1930er-Jahre von der US-amerikanischen National Radio Company (existierte von 1914 bis 1991) entwickelt wurde. Im Zweiten Weltkrieg war er der meistverwendete Empfänger der Funkabhörstellen (Y-Dienst) des britischen Geheimdienstes.

## Geschichte
Der Funkempfänger kam 1935 in den Handel und war sowohl für militärische Anwendungen als auch bei Funkamateuren sehr beliebt. Es gab viele unterschiedliche Modelle, vom mit 99 Dollar preisgünstigen HRO Junior über den HRO Senior, den HRO-M und den HRO-5, um nur einige zu nennen, bis zum Nachkriegsmodell HRO-60 (Bild), das mit 745 Dollar für die damalige Zeit als exorbitant teuer galt. Er wurde in Stückzahlen von etwa 10.000 für die Streitkräfte des Vereinigten Königreichs beschafft und vom weltweit operierenden britischen Y Service (Funkabhördienst) und seiner Zentrale in Bletchley Park eingesetzt.

## Technik
Der HRO basiert auf dem Heterodynprinzip. Er beinhaltet einen Überlagerungsempfänger bestehend aus neun Elektronenröhren, der, damals (1935) einzigartig, über einen zweistufigen rauscharmen HF-Vorverstärker verfügt. Er zeichnet sich durch eine besonders hohe Spiegelfrequenzdämpfung aus und verfügt über auswechselbare Spulensätze, mithilfe derer er auf unterschiedliche Frequenzbänder zwischen 50 kHz und 54 MHz eingerichtet werden kann. Es gibt verschiedene abgesetzte Netzteile (Power Supply Units PSU), die den Empfänger vor Netzbrummen bewahren.
Die äußeren Abmessungen des Empfängers betragen etwa 480 mm × 220 mm × 330 mm und er wiegt rund 22 kg.